# نوبويوكي هياما
نوبويوكي هياما (檜山修之 هياما نوبويوكي) هو مؤدي أصوات ياباني ولد في 25 أغسطس 1967 في هاتسوكايجي، هيروشيما.

## أدواره في الأنمي

### مسلسلات أنمي تلفزيونية
- يو يو هاكوشو - هييه
- بليتش - إيكاكو مادارامي
- البدلة المتنقلة جاندام سيد - موروتا أزراير
- البدلة المتنقلة جاندام سيد ديستني - موروتا أزراير
- عدن الشرق - يوتاكا إيتازو
- ون بيس - مستر 3
- أبطال الديجيتال الجزء الثاني - جلمود الأسود
- دوت هاك ساين - بالمونغ
- دوت هاك ليجند أوف ذا توايلايت - بالمونغ
- كابتن ماجد J - بسام
- ملك الشجعان غاوغايغار - غاي شيشيو
- تنجن توبا جورين لاجان - فيرال، الجد كوكو
- كاوبوي بيبوب - شين
- إينيشيال دي - تاكيشي ناكازاتو
- إينيشيال دي Second Stage - تاكيشي ناكازاتو
- إينيشيال دي Fifth Stage - تاكيشي ناكازاتو
- ريفايوس اللامتناهية - إيرس بلو
- غنشيكن - هارونوبو مادارامي
- هزيم الرعد - هزيم الرعد
- سكول رمبل - هاري ماكنزي
- سكول رمبل:الفصل الدراسي الثاني - هاري ماكنزي
- تسوباسا كرونيكل - شوغو أساغي
- الرقيب كيرورو - 556
- روزاريو + فامباير - سايزو كوميا
- روزاريو + فامباير CAPU2 - سايزو كوميا
- رؤيا إسكافلوني - أورت
- جنود السايبورغ - دكتور غيلمور (أيام الشباب)
- أمير التنس - جاكال كواهارا
- إير جير - ماغاكي
- مجرة الحصير - جوني
- هايسكول اوف ذا ديد - كوتا هيرانو
- هيوغيمونو - موري تيروموتو
- أرك ذا لاد - توش
- كيل لا كيل - أوزو ساناغياما
- سورد آرت أونلاين - ديابل
- نيسيكوي - ريو
- نيسيكوي: - ريو
- كرة سلة كوروكو - دايسكي نارومي
- بلاسريتر - ألفين لوتز
- M3 الفولاذ الأسود - آوشي ساغينوما
- مصارع السومو الجريء ماتسوتارو!! - إيوانوكوني
- سأتحول إلى فتاة تسريحة الذيلين! - سوانغيلدي
- أص الديناري - كيوكوني أزوما
- بوكيمون - إيه جاي
- لعبة الجوكر - ألان رينيه
- أنا ساكاموتو - كينكين
- كونكريت ريفولوتيو: فنتازيا الخوارق THE LAST SONG - جاك فلاش
- لولوكو شرطية الفضاء - قائد شرطة الفضاء
- طاغية الحب - كورالي
- بوروتو: ناروتو نكست جينيريشنز - شين أوتشيها
- فيت/أبوكريفا - دارنيك بريستون يغدميلينيا
- النمر المقنع W - تايغر ذا بلاك
- شينوبي نوبوناغا - هاتشيسكا كوروكو
- شينوبي نوبوناغا: إيسي وكانيغاساكي - هاتشيسكا كوروكو
- أماغي بريليانت بارك - تارامو
- دراغون بول سوبر - باري خان
- رحلة العجائب 24 - غاغارين
- رحلة العجائب: ثأر الأشرار الثلاثة - بيتهوفن
- أوفرلورد II - إكلير إكلير إيكلير
- بوبتيبيبيك - البطل (الحلقة 2A)
- قبضة السماء الزرقاء REGENESIS - يو
- جوشينكي باندورا - مستر غولد

### أنمي الإنترنت
- منظمة الباكوماتسو إيروهانيهوهيتو - هيجيكاتا توشيزو

### أوفا أنمي
- البدلة المتنقلة جاندام: فريق م.س. رقم 08 - شيرو أمادا
- سكول رمبل:حصص إضافية - هاري ماكنزي
- فاير إمبلم: لغز الشعار - كاين

### أفلام أنمي
- يو يو هاكوشو - هييه
- يو يو هاكوشو: روابط اللهب - هييه
- فيلم بليتش: ميموريز أوف نوبودي - إيكاكو مادارامي
- فيلم بليتش: ذا داياموند داست ريبيليون، هيورينمارو آخر - إيكاكو مادارامي
- فيلمبليتش: فايد تو بلاك، أُنادي اسمكِ - إيكاكو مادارامي
- تنجن توبا جورين لاجان: فصل جورين - فيرال
- تنجن توبا جورين لاجان: فصل لاجان - فيرال
- عدن الشرق: الفيلم الأول: The King of Eden - يوتاكا إيتازو
- عدن الشرق: الفيلم الثاني: Paradise Lost - يوتاكا إيتازو
- إينيشال دي Third Stage - تاكيشي ناكازاتو
- الليل قصير, سيري يا فتاة - جوني

## أدواره في ألعاب الفيديو
- تيلز أوف ريبرث - فيغ لونغبيرغ
- تيلز أوف ذا وورلد: ريف يونايتيا - فيغ لونغبيرغ
- سلسلة ألعاب دوت هاك - بالمونغ، نوك أوساغيمارو
- جاي-ستارز فيكتوري فرسس - هييه

## أدواره في الدبلجة اليابانية
- ترانسفورمرز أنيميتد - شوكويف
- ثندربولت فانتسي - شا ووشونغ
- ثندربولت فانتسي: سيف الحياة والموت - شا ووشونغ

## وصلات خارجية
- نوبويوكي هياما على موقع IMDb (الإنجليزية)
- نوبويوكي هياما على موقع ميوزك برينز (الإنجليزية)
- نوبويوكي هياما على موقع ديسكوغز (الإنجليزية)
- نوبويوكي هياما على موقع قاعدة بيانات الفيلم (الإنجليزية)
- نوبويوكي هياما على موقع ANN person (الإنجليزية)